# أوراوا رد دايموندز
أوراوا ريد دايموندز أو أوراوا ريدز (بالإنجليزية: Urawa Red Diamonds)‏ (باليابانية: 浦和レッドダイヤモンズ)، أحد أشهر أندية كرة القدم في اليابان. للفريق ملعبان هما «أوراوا كومابا» و«سايتاما 2002» الذي أنشئ لبطولة كأس العالم لكرة القدم 2002. يقع النادي في مَدينة سايتاما بمحافظة سايتاما.
بدأ النادي بدعم من شركة ميتسوبيشي الصناعية وشارك في دوري الدرجة الأولى الياباني كما حمل شعار الشركة (الماسات الثلاث)، ولهذا يلقب الآن بـ «ريد داياموندس» أي «الماسات الحمراء». حصل الفريق على بطولة الدوري الياباني -بنظامه الجديد- (J.LEAGUE) مرة واحدة في عام 2006 بتغلبه على الوصيف غامبا أوساكا. في العام السابق لذلك حصل الفريق على المركز الثاني بعد غامبا أوساكا. كما حصل على كأس الإمبراطور مرتين في عامي 2005 و 2006.

## إنجازات الفريق

### الإنجازات المحلية
- دوري الدرجة الأولى الياباني: 1969، 1973، 1978، 1982، 2006
- دوري الدرجة الثانية الياباني: 1990، 2000
- كأس الإمبراطور: 1971، 1973، 1978، 1980 2005، 2006، 2018، 2021
- كأس الدوري الياباني: 2003، 2016
- كأس السوبر: 1979، 1980، 1983، 2006، 2022

### الإنجازات الدولية
- دوري أبطال آسيا 2007: البطل
- كأس العالم للأندية 2007: المركز الثالث
- دوري أبطال آسيا 2017: البطل
- دوري أبطال آسيا 2019: الوصيف
- دوري أبطال آسيا 2022: البطل

## أهم اللاعبين الذين لعبوا لأوراوا خلال تاريخه
- فيكتور فيرايرا
- ماثيو سبيرانوفيتش
- نيد زيليتش
- مايكل باور
- ويلفريد سانو
- إدموندو
- واشنطن سيركويرا
- دونيزيتي أوليفيرا
- أنطونيو بينديتو دا سيلفا
- توميسلاف ماريتش
- بريان ستين نيلسن
- تشيكي بيغريستين
- باسيل بولي
- أوفه باين
- أوفه ران
- غيدو بوخفالت
- ميخائيل رومنيغه
- زيليكو بتروفيتش
- إمرسون
- يوريي نيكيفوروف
- رانكو ديسبوتوفيتش
- لوبومير لوهوفي
- زلاتان ليوبييانكيتش
- ألباي أوزلان
- فيرناندو بيكون

## وصلات خارجية
- الموقع الرسمي (باليابانية) (بالإنجليزية)